# Hydroptila insignis
Hydroptila insignis är en nattsländeart som beskrevs av Martynov 1927. Hydroptila insignis ingår i släktet Hydroptila och familjen smånattsländor. Inga underarter finns listade i Catalogue of Life.